# Stäksundet

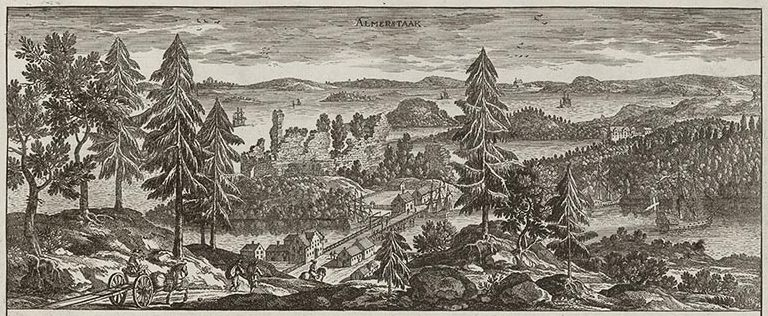
Stäksundet ca 1670 i Suecia-verket, med Almare-Stäkets borgruin i bildens centrum och Almare Stäkets herrgård till höger (ovan fartygets flagga).

Stäksundet är ett sund i Mälaren. Sundet sträcker sig mellan bostadsområdet Stäket i öst och Stäksön i väst och förenar fjärdarna Görväln och Skarven. Kommungränsen mellan Järfälla kommun och Upplands-Bro kommun går mitt i sundet.
Enligt Nordisk familjebok kallas Stäksundet för Almare Stäke: "Sund vid inloppet från Mälaren till fjärden Skarfven. Det hette fordom Almarna Stæk (stæk betyder smalt sund eller kanske egentligen: förpålning; Almarna var en by)."

## Geografi

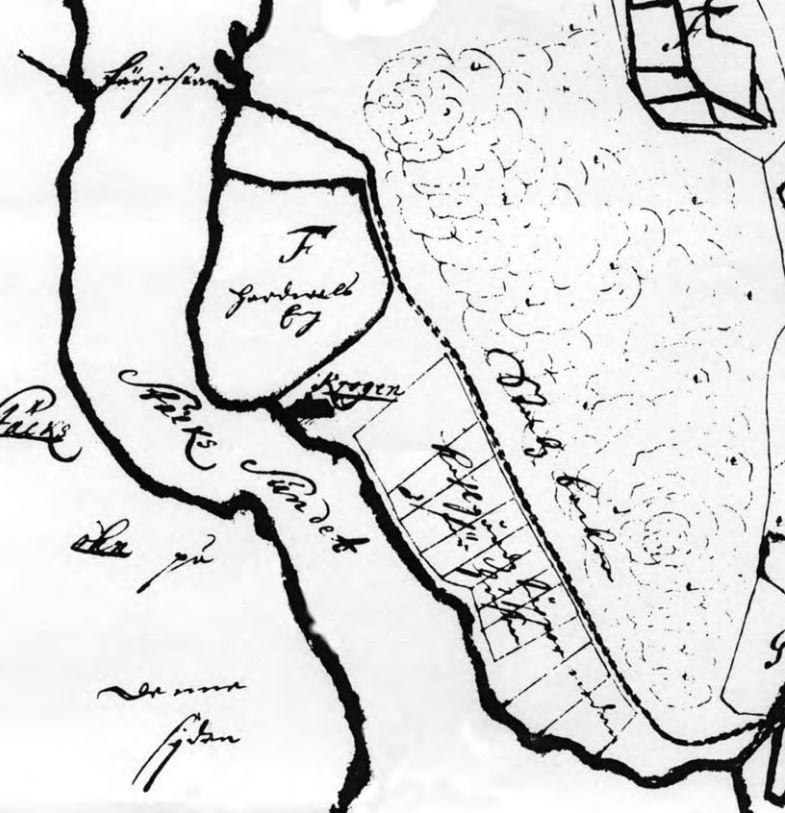
"Staeks Sundet" 1690.

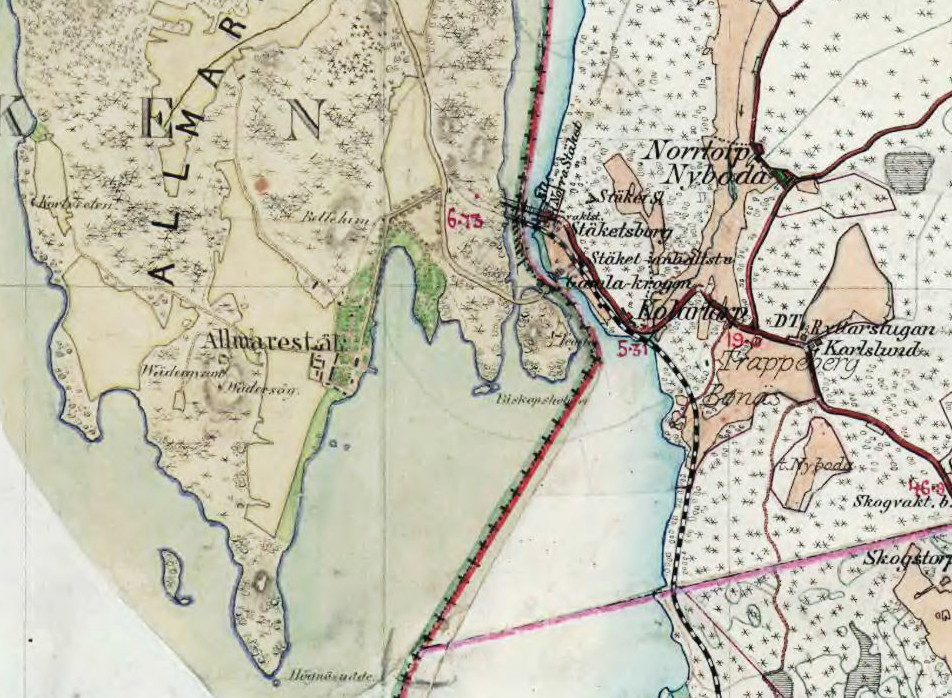
Sundet 1860/1901.

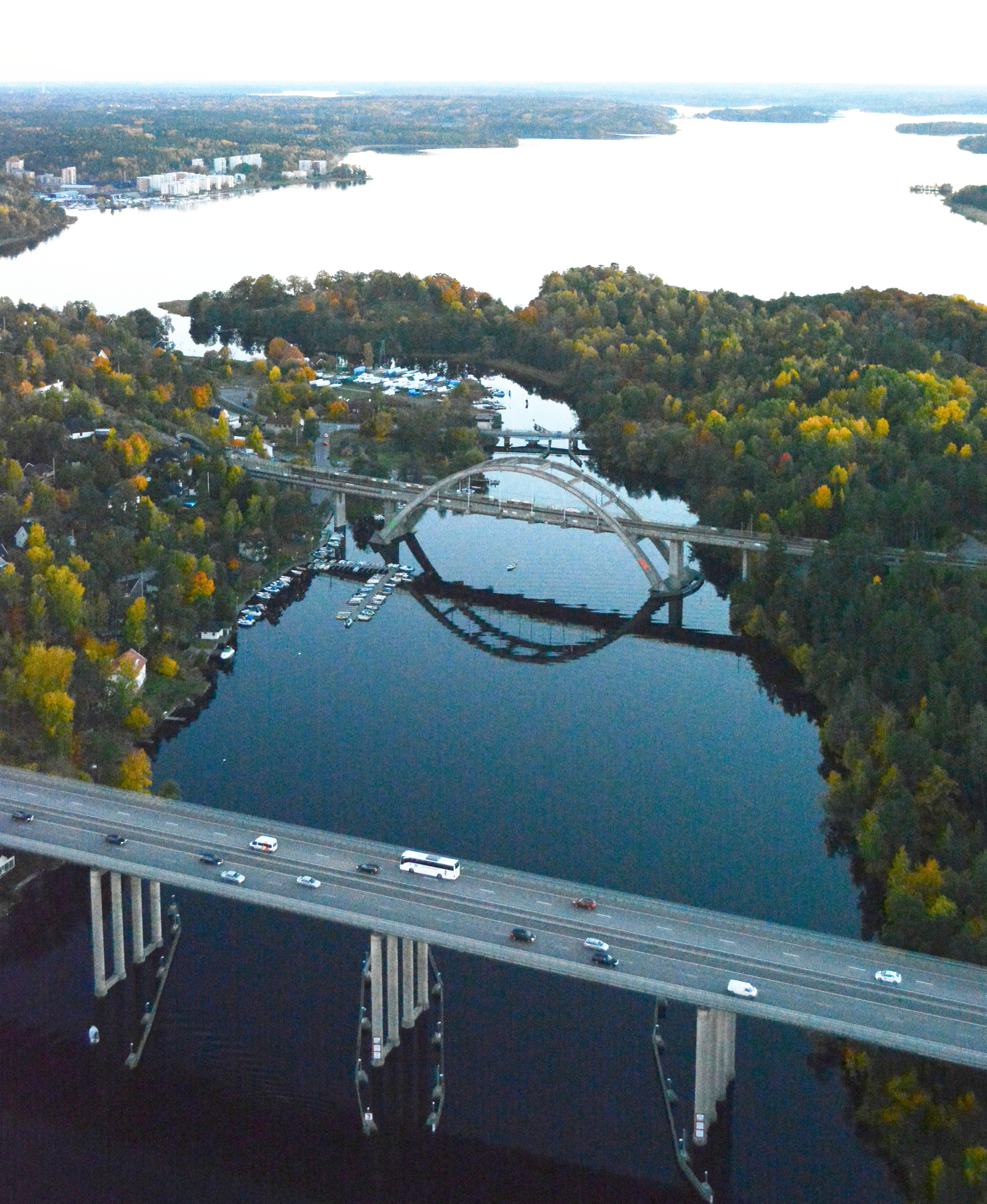
Sundet sett mot syd, 2013.

Stäksundet är cirka 2 500 meter lång och cirka 50 meter bred vid sitt smalaste ställe (mellan Stäket och Stäketsholmen). Djupet i södra delen av sundet varierar mellan 3,6 och 8,9 meter.

## Etymologi
Almarestäket, även Almerstääk, Almare Stäke eller Almarna Stæk, är det historiska namnet på det tidigare med stäk befästa Stäketsundet som förenar fjärdarna Görväln och Skarven i Mälaren vid farleden mellan Stockholm och Sigtuna. Namnet har även tidvis betecknat Stäksön väster om sundet samt Almare-Stäkets borg och Almare Stäkets herrgård där.

## Historik
Förleden ”stäk” syftar sannolikt på stockar eller pålar som i forna tider slogs ner i botten i Stäksundet (se även Stocksundet och Pålsundet). Denna pålspärr skulle försvåra för inkräktare att ta sig in till viktiga platser som Sigtuna och Uppsala. Enligt en folklig tradition i Järfällas och Upplands-Bros historia seglade år 1187 en hednisk sjörövarflotta upp till Sigtuna och plundrade staden.
Passage över Stäksundet var viktigt redan på medeltiden och bevakades av den närbelägna Biskoparnas borg, som omtalas redan i slutet av 1300-talet. Här gick den gamla färdvägen (Enköpingsvägen), som förband Stockholm med Enköping och Västerås samt Bergslagen, där den för Sverige så betydelsefulla gruvnäringen fanns.

## Stäket idag
Idag är Stäket en ort i Järfälla kommun uppdelat på Stäket och Norra Stäket och dess västligaste delar ligger precis innanför kommungränsen mot Upplands-Bro kommun. Stäksön ligger numera inom Upplands-Bro kommuns gränser där också Almare Stäkets herrgård samt ruinerna av Almare-Stäkets borg finns. I anslutning till borgruinen finns också en minnessten i form av en obelisk som restes 1804 på initiativ av Samuel af Ugglas (se Stäketbron (vägtrafik)#Minnessten).

## Broar
Vid sundets smalaste del anordnades på 1630-talet den första bron över sundet, innan dess fanns en färja. Den följdes av flera broar både för väg- och spår-trafik. Genom området drogs 1876 Stockholm–Västerås–Bergslagens Järnvägars järnvägsspår, då tillkom även en lågbro för spårtrafik (numera riven). Idag finns här tre broar: En svängbro för vägtrafik från 1926, en motorvägsbro (E18-Enköpingsvägen) från 1967 och en järnvägsbro för Mälarbanan från 2001.

## Nutida bilder

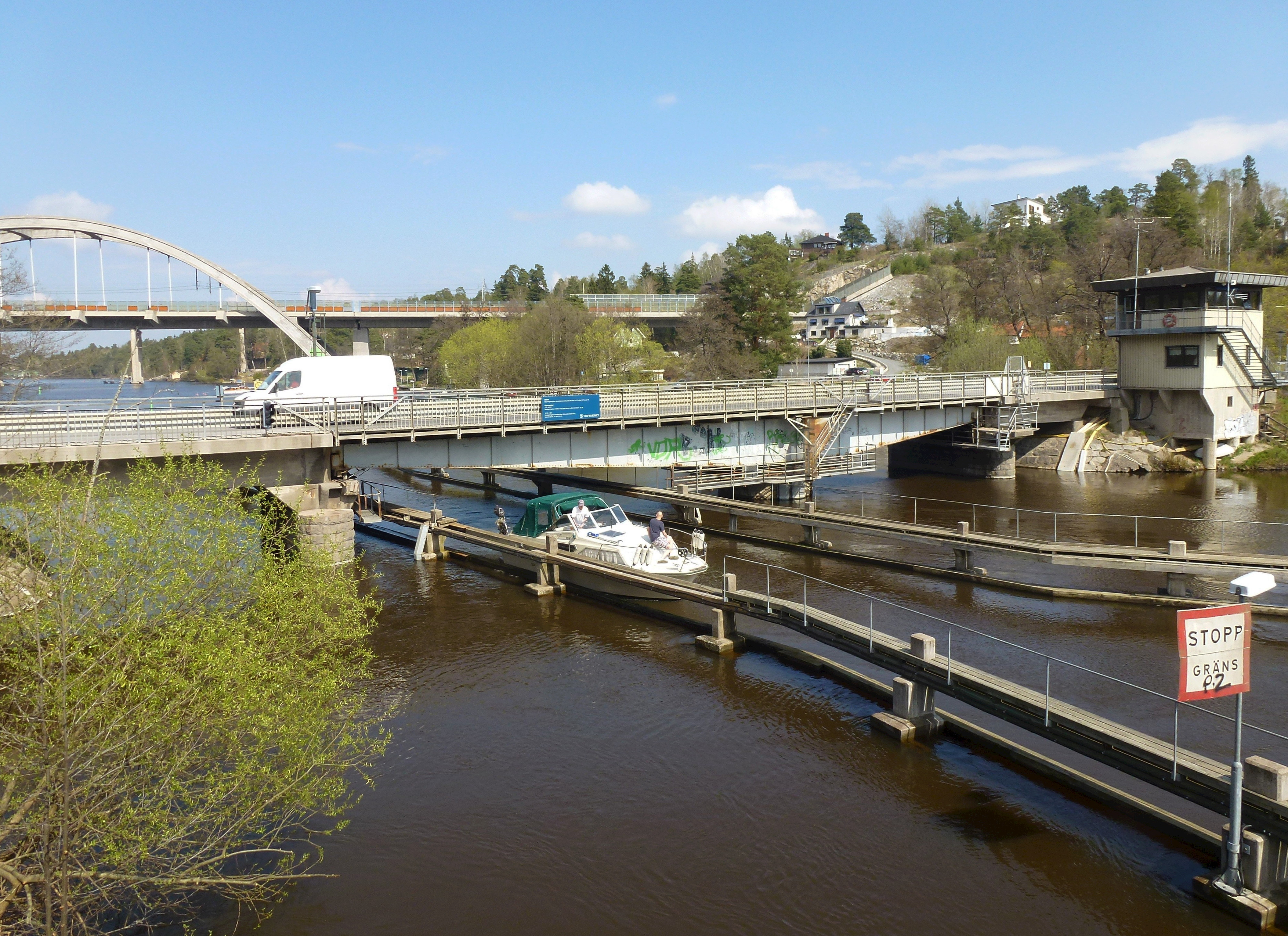
Sundets smalaste ställe med svängbron
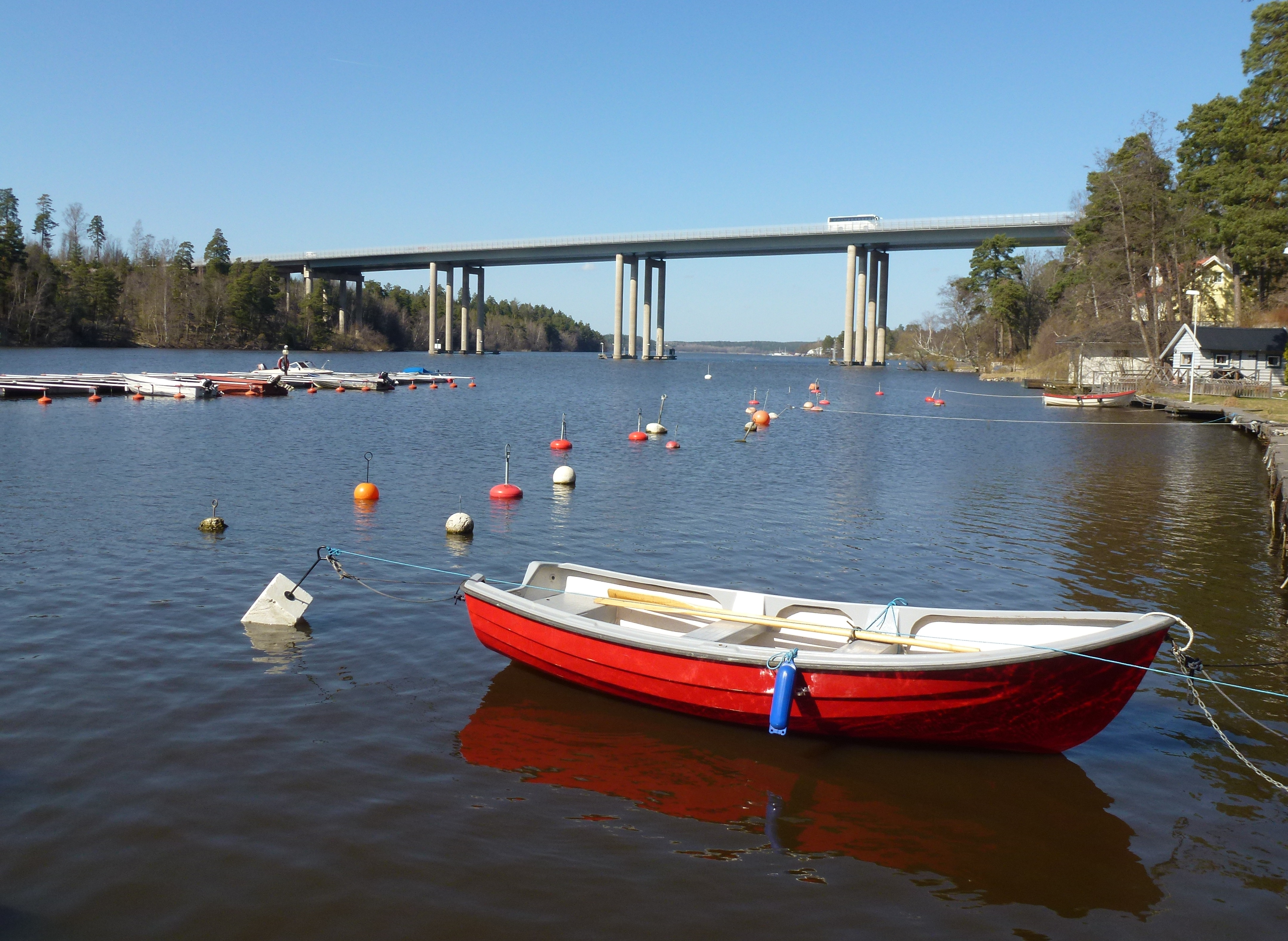
Sundet med motorvägsbron, vy norrut
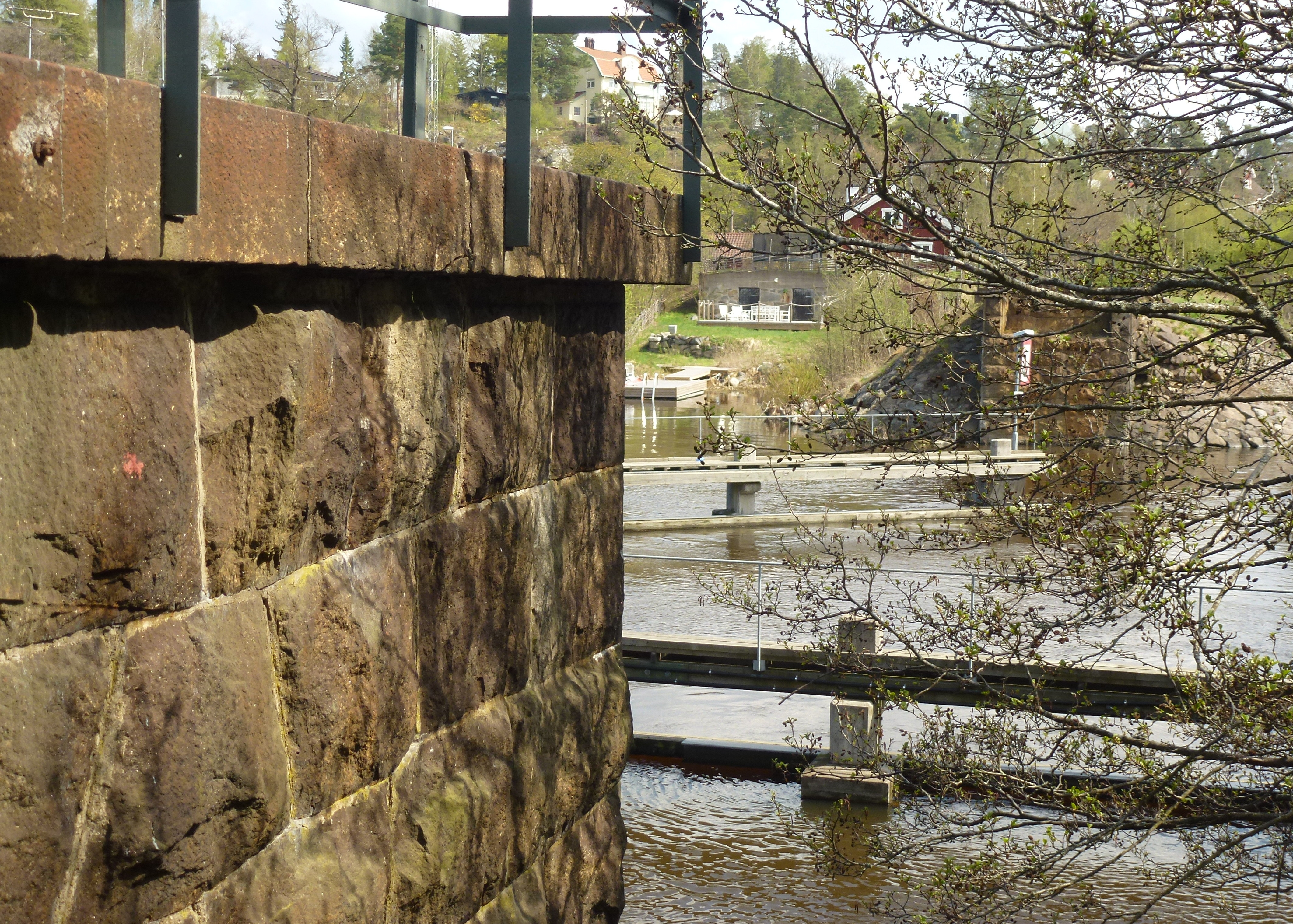
Sundet med landfästen för gamla järnvägsbron (riven)
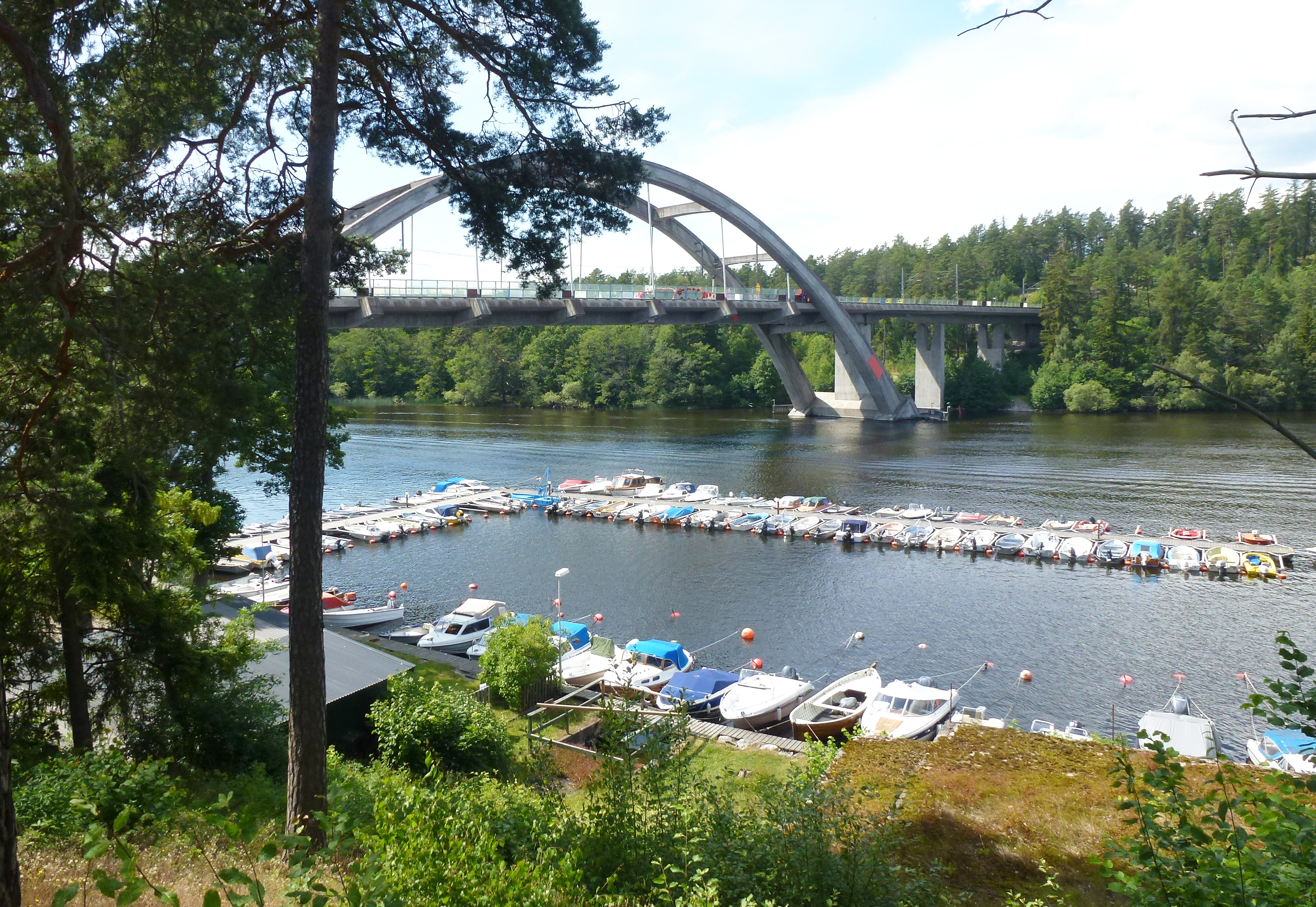
Sundet med nya järnvägsbron, vy söderut